# 24 mars 1942
Le mardi 24 mars 1942 est le 83e jour de l'année 1942.

## Naissances
- Antônio Luiz Seabra, entrepreneur brésilien
- Ján Zlocha (mort le 1er juillet 2013), joueur de football tchécoslovaque
- Jaroslava Jehličková, athlète tchèque
- Jiří Ammer, joueur de basket-ball tchécoslovaque
- Kalle Lasn, écrivain, éditeur et militant canadien
- Luis Koster, joueur de basket-ball uruguayen
- Margarethe Cammermeyer, personnalité politique américaine
- Patrick Ullmann, photographe français
- René Rizzardo (mort le 6 avril 2010), personnalité politique français
- Roberto Lavagna, personnalité politique argentine
- William John Thomas Mitchell, professeur d’histoire de l'art et de littérature à l’Université de Chicago

## Décès
- George Shiras III (né en 1859), politicien américain
- Henri Dewaele (né le 18 août 1872), homme politique belge
- Paul Jobert (né le 19 août 1863), peintre de la marine

## Événements
- Début de la bataille de Taungû en Birmanie entre chinois et japonais
- Création du Club Atlético Nacional Potosí en Bolivie
- Création de la ville américaine de Mountain Brook